# イ・ハニ
イ・ハニ（이 하늬、1983年3月2日 - ）は、韓国のモデル、俳優。梨花女子大学校大学院音楽科博士課程。
父は元国家情報院第二次長の李相業、母は国家無形文化財に指定されている伽倻琴散調および併唱の芸能保有者（人間文化財）、梨花女子大学校教授のムン・ジェスク。伽倻琴演奏者のイ・スルギは姉、元国会議長の文喜相は母方の叔父にあたる。

## 略歴
2006年のミス・コリア優勝者で、2007年メキシコシティで開催された「ミス・ユニバース世界大会」に韓国代表として出場。トップ5まで残り、最終結果は第4位。歴代の韓国代表でトップ5に残ったのは1988年の「ミス・ユニバース台北大会」に出場し、準ミス・ユニバースになったチャン・ユンジョン以来2人目。現在はモデル、俳優として活躍中。特技は伽椰琴（カヤグム）、パンソリ。

## 出演作品

### テレビドラマ
- パートナー（2009年、KBS） - ハン・ジョンウォン役
- パスタ〜恋が出来るまで〜（2010年、MBC） - オ・セヨン役
- 不屈の嫁（2011年、MBC） - キム・ヨンジョン役
- キムチ 〜不朽の名作〜（2012年、チャンネルA） - ソ・ヨンジュ役
- サメ 〜愛の黙示録〜（2013年、KBS） - チャン・ヨンヒ役
- モダンファーマー（2014年、SBS） - カン・ユニ役
- 輝くか、狂うか（2015年、MBC） - ファンボ・ヨウォン役
- 帰ってきて ダーリン!（2016年、SBS） - ソン・イヨン役
- 逆賊-民の英雄ホン・ギルドン-（2017年、MBC） - チャン・ノクス（コンファ）役
- 熱血司祭（2019年、SBS） - パク・キョンソン役
- ワン・ザ・ウーマン（2021年、SBS）- チョ・ヨンジュ/カン・ミナ役
- 夜に咲く花（2024年、MBC）- チョ・ヨファ役
- 熱血司祭2（朝鮮語版）（2024年、Disney+）- パク・キョンソン役

### テレビ番組（ドラマ除く）
- 四男一女（2014年1月3日～5月23日、MBC、バラエティ番組）
- Get It Beauty2015（2015年2月4日～11月18日、On Style、進行役）
- LOVEチャレンジ（2015年6月11日、MBC）
- Get It Beauty2016（2016年2月3日～、On Style、進行役）
- LOVEチャレンジ シーズン2（2016年5月1日、MBC）

### 映画
- ヒット（2011年）
- ヨンガシ 変種増殖（2012年）
- 私は王である!（2012年）
- Behind the Camera（2013年）
- タチャ 神の手（2014年）
- ロボット・ソリ（2016年）
- 月光宮殿（2016年） ※アニメ映画
- 操作された都市（2017年）
- ブラザー（2017年）
- 沈黙、愛（2017年）
- エクストリーム・ジョブ（2019年） - チャン・ヨンス 役
- 権力に告ぐ（2019年）

### CM
- ロレアル

## 受賞歴
- 2011年 MBC演技大賞 連続劇部門女子新人賞
- 2013年 第7回大邱ミュージカルフェスティバルDIMFアワード 新人賞
- 2014年 第51回大鐘賞 人気賞
- 2016年 スタイルアイコンアワード 本賞
- 2021年 SBS最優秀演技賞（ミニシリーズ：コメディ/ロマンス部門）